# Кембриджская пятёрка

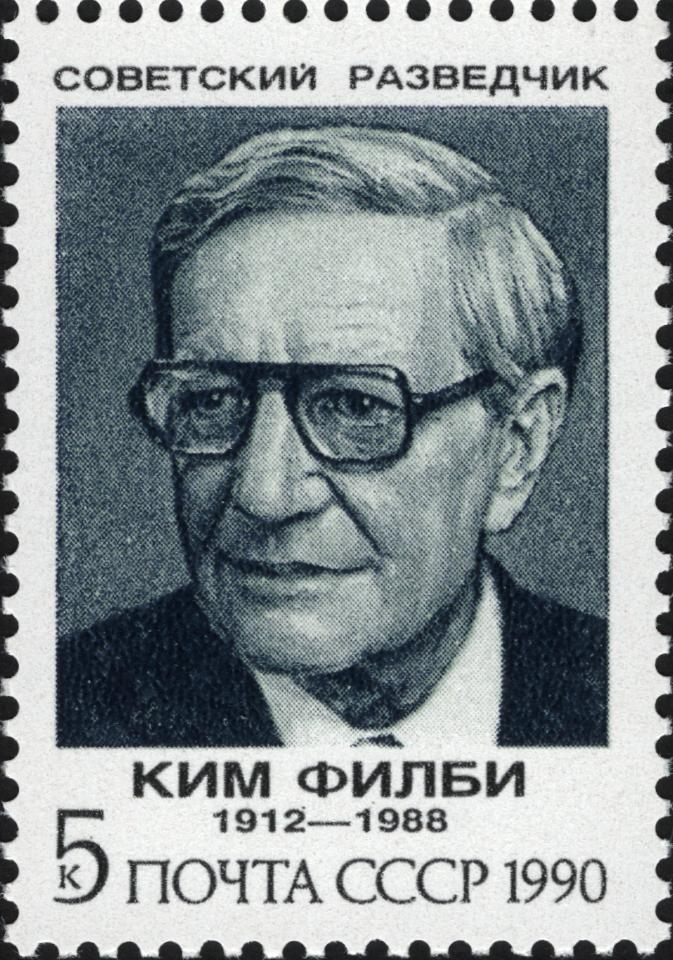
Ким Филби на советской почтовой марке 1990 года

Кембриджская пятёрка (англ. Cambridge Five) — собирательное название ядра сети советских агентов в Великобритании, завербованных в 1930-х годах в Кембриджском университете советским разведчиком Арнольдом Дейчем.
На самом деле никакой «пятёрки» не существовало: просто из множества английских агентов, которые наводнили советскую разведку своими сообщениями в начале Великой Отечественной войны, офицер советской разведки Юрий Модин выбрал пять наиболее заслуживавших доверия. Модину поручили эту задачу, поскольку советская разведка была шокирована активностью представителей прославленных британских секретных служб, стремившихся раскрыть тайны противников Советскому Союзу. В свою очередь, представитель «пятёрки» Джон Кернкросс не считал свою работу на Советский Союз предательством, поскольку передавал союзнику жизненно важную информацию, которую намеренно удерживала в секрете клика правых британских политиков. Доказательством того, что «пятёрка» не была объединена в сеть, служит то, что, работая в МИ6 под руководством Кима Филби, Джон Кернкросс даже не догадывался о целях, с которыми Филби даёт ему рабочие поручения.
Информация Кембриджской пятёрки помогла Советскому Союзу своевременно начать работу по атомному проекту в 1941 году и подготовиться к решающей битве на Курской дуге в 1943 году.

## Состав
- Ким Филби (1912—1988) (англ. Kim Philby)[3] — кодовое имя «Stanley», занимал высокие посты в SIS (MI6) и MI5.
- Доналд Маклейн (1913—1983) (англ. Donald Duart Maclean)[4] — «Homer», работал в министерстве иностранных дел.
- Энтони Блант (1907—1983) (англ. Anthony Blunt)[5] — «Johnson», контрразведка, советник короля Георга VI.
- Гай Бёрджесс (1911—1963) (англ. Guy Burgess)[6] — «Hicks», «Медхен», «Пауль»[7]: контрразведка, министерство иностранных дел.

- Джон Кернкросс (1913—1995) (англ. John Cairncross)[8] — псевдоним «Лист» (данный за любовь к музыке): министерство иностранных дел, военная разведка. Его в 1936 году завербовал Джеймс Клагмен, один из самых влиятельных марксистов Кембриджа, который убедил его бороться против фашизма, помогая Коминтерну[2].

Все пятеро занимали высокие посты в британской разведке и/или дипломатических структурах, сеть была раскрыта, но никто не понёс наказания: Филби, Маклейн и Бёрджесс бежали в СССР, Кернкросс после увольнения с гражданской службы уехал в Чикаго, был официально раскрыт в 1979 году и провел год в тюрьме в Риме. Блант остался в Великобритании, но не преследовался в судебном порядке.
Бывший директор ЦРУ Аллен Даллес называл «Кембриджскую пятёрку» «самой сильной разведывательной группой времён Второй мировой войны».
В 2015—2016 годах ряд исследований дали повод газете «Financial Times» назвать «шестым членом знаменитой Кэмбриджской пятёрки» журналиста Седрика Белфриджа.

## Работа
В 1941 году Кернкросс перешёл работать в секретный разведцентр Блетчли-парк, занимавшийся дешифровкой немецких военных сообщений. Это сделало его помощь Советскому Союзу поистине драгоценной: он передавал в Москву данные о главном противнике. 
В конце сентября 1941 года Кернкросс передал в Москву доклад премьер-министру Черчиллю о проекте создания атомного оружия, которое англичане готовились изготовить в течение двух лет. На это донесение обратил внимание начальник внешней разведки П. М. Фитин, который доложил об этом Л. Берии, распорядившемуся передать полученные сведения на экспертизу в 4-й спецотдел НКВД, занимавшийся научно-исследовательскими разработками. С этого момента в СССР фактически началась работа по созданию атомного оружия (операция «Энормоз» (Enormous (англ.) — ‛огромный, чудовищный’) — в период, когда враг рвался к Москве, а положение на фронтах было угрожающим.
В феврале 1943 года Кернкросс сообщил о планируемой Вермахтом операции на Курской дуге, на фронте протяжённостью 1200 км. Это позволило РККА выстроить противотанковую оборону и сконцентрировать свои танковые силы, а также нанести упреждающий авиаудар по позициям противника за 15 минут до планировавшегося немцами наступления и получить преимущество.
В июне 1947 года Юрий Модин прибыл в Лондон в качестве шифровальщика (в английских источниках пресс-атташе) Посольства СССР, чтобы курировать Бёрджесса, Бланта и Кернкросса. В этот период Кернкросс, которого Модин называл своим лучшим агентом, передал Советскому Союзу полный пакет документов создаваемого НАТО — о структуре альянса, схеме финансирования и составе.

## РасследованиеМИ5

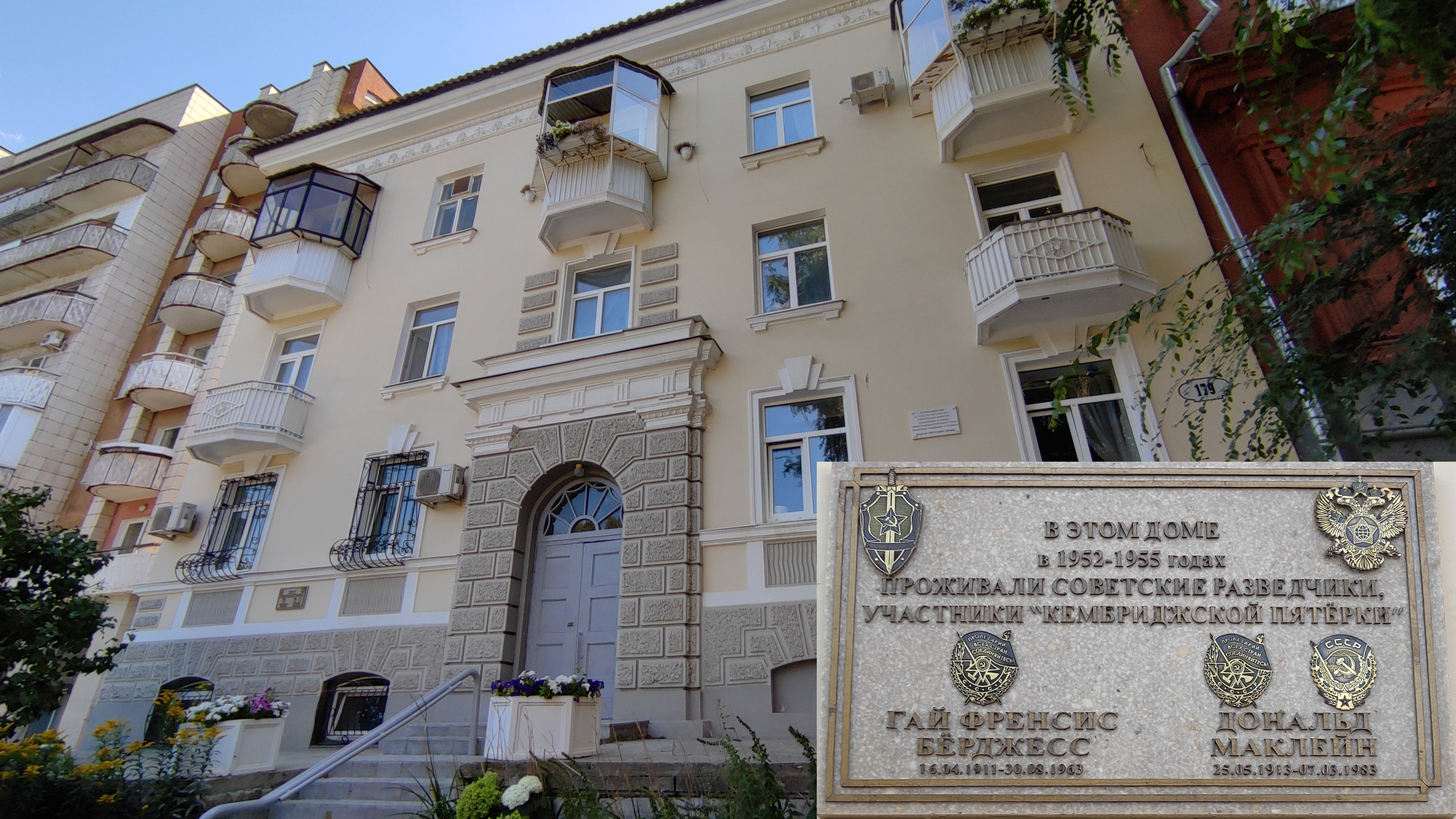
Мемориальная доска памяти советских агентов Гая Бёрджесса и Дональда Маклина на доме № 179 по улице Фрунзе, где они жили в Куйбышеве в период с 1952 по 1955 годы

После двух лет расследования служба британской контрразведки под руководством Дика Уайта установила, что Доналд Маклейн — советский шпион. 
В 1951 году Ким Филби предупредил Маклейна, что его и Бёрджесса раскрыли (Проект «Венона»). Накануне его ареста Модин организовал эвакуацию в СССР (Бёрджесс должен был сопроводить Маклейна до Швейцарии и затем вернуться в Лондон, но вместо этого он тоже продолжил путь в СССР)
В итоге Маклейн и Бёрджесс были нелегально переправлены в СССР. По распоряжению главы МГБ С. Д. Игнатьева «в целях безопасности» они были отправлены в закрытый для посещения иностранцев город Куйбышев под именами Марка Петровича Фрезера (Маклейн) и Джима Андреевича Элиота (Бёрджесс).
Когда 28 мая 1951 года выяснилось, что Маклейн пропал, Уайта отстранили от расследования по недоверию. Ситуация для него ухудшилась, когда выяснилось, что Бёрджесс, который был вне подозрений, сопровождал Маклейна при его отъезде из Великобритании. Вместе с Блантом, который всё еще был вне подозрений, МИ5 отправилась с обыском в квартиру Бёрджесса, обнаружив там футляр от гитары, набитый бумагами. Среди них был найден документ Форин-офис с рукописными заметками без авторства. Экспертиза почерка показала, что заметки принадлежат Кернкроссу. До этого момента Кернкросс утверждал, что дружит с Бёрджессом, однако не осведомлён о его патронах, той же версии придерживался Модин. Действительно, организация связей с агентами КГБ была столь совершенна, что Кернкросс, которого Бёрджесс как более высокое должностное лицо МИДа заставлял передавать ему секретные документы, был уверен, что тот делает это только для того, чтобы не затягивать время из-за обычной бюрократии.
Кернкросса поставили под наблюдение. Направляясь на метро в лондонский район Илинг, он якобы не заметил, что за ним следит агент МИ5 Энтони Симкинс. Тем не менее пока Кернкросс стоял и курил, явившийся на встречу Модин увидел агентов контрразведки и отправился прочь. Впрочем, составляя рапорт о слежке, Симкинс пришёл к выводу, что курение возле метро было зна́ком советскому контакту, поскольку по жизни Кернкросс не курит.
Если бы Уайт и Симкинс были более последовательны в своей работе, история с кембриджской пятёркой могла закончиться более успешно для британской контрразведки, делает вывод «Индепендент». Однако достаточных доказательств, которые можно было бы предъявить Кернкроссу на допросе, офицеры МИ5 не собрали, хотя именно этого от них требовал юрист МИ5 Бернард Хилл. Кернкросс успел всё-таки встретиться с Модиным и получить от него инструкции для допроса. Модин рекомендовал Кернкроссу не скрывать коммунистических симпатий и дружбы с Бёрджессом, но отрицать подозрения в шпионаже. На первом допросе Кернкросс быстро переиграл Симкинса и добился того же на втором допросе, который проводил Уильям Скардон. Получив нарекания за халатность в обращении с официальными документами, Кернкросс написал заявление об увольнении с гражданской службы.
Уволившись, Кернкросс остался без гроша в кармане и без работы. Верный Юрий Модин дал ему денег на переезд в Чикаго, где Кернкросс обратился к академической карьере в Северо-Западном университете. В 1964 году в Чикаго прибыл Артур Мартин, продолживший расследование дела кембриджской пятёрки после бегства Кима Филби и вновь обративший внимание на документы, касавшиеся Кернкросса, в поисках «четвёртого» и «пятого». На удивление, Кернкросс во всём признался. На обратном пути, уже в Вашингтоне, Мартин получил от Кернкросса свидетельство, которое затем привело к признанию Бланта.

## Из интервью Кима Филби английскому писателю и публицисту Филипу Найтли в Москве в январе 1988 года
Найтли:… Расскажите о кембриджской шпионской группе.

Филби: Кембриджской группы не существовало. Это чепуха, выдуманная журналистами и авторами книг о шпионах. Я начал работать с русскими не в Кембридже. То же самое следует сказать о Бёрджессе и Бланте. В отношении Маклейна я точно не знаю, но сомневаюсь в этом.
…

Найтли: Вы знали Бёрджесса, Маклейна и Бланта по Кембриджу — двое из них были вашими друзьями.
Очевидно, поэтому люди решили, что существовала некая кембриджская разведывательная группа?

Филби: Но я знаю, что Бёрджесс и Блант начали работать с русскими и не в Кембридже, а позже.
Я не знал Маклейна до войны, но сомневаюсь, чтобы он начал работать в Кембридже. Так что идея существования кембриджской группы не выдерживает критики, но она породила массу нелепостей.
Люди годами искали вербовщика. Если существовала разведывательная группа в Кембридже, то почему бы не быть ей в Оксфорде?
Неужели им никогда не приходило в голову, что кто-то, уже работавший с русскими, мог просто поговорить с другом, а затем порекомендовать его, как я в своё время рекомендовал Бёрджесса.
…

Найтли: Давайте внесём в этот вопрос ясность. Не существовало никакой кембриджской группы, никакой кембриджской ячейки Коминтерна? Потому что, если то, что вы говорите, верно, тогда вся охота за пятым человеком была напрасной тратой времени. Если не существовало ячейки Коминтерна, то откуда мог взяться пятый человек?
Ячейки Коминтерна обычно состояли из пяти членов. Филби, Блант, Бёрджесс и Маклейн были выявлены, но возникал вопрос: кто пятый? Охота за ним продолжалась в течение тридцати лет.

Филби: Мы не были ячейкой Коминтерна. Мы начали работать по отдельности и действовали по отдельности. Связь с нами осуществлял Бёрджесс — единственный, кто знал всех.

Найтли: Значит, Бёрджесс был вашим руководителем?

Филби: Пусть будет так, если вам угодно, сэр 

Найтли: Но мне известно, что по крайней мере один бывший руководитель секретной службы считает, что вы достались КГБ по наследству от Коминтерна, где отвечали за работу ячейки «любителей, руководствовавшихся высокими идеями».

Филби: Никакой ячейки Коминтерна не существовало. А «любителями» мы были только в том смысле, что нам не платили за нашу работу.

Найтли: Когда вы узнали, что Блант, Бёрджесс и Маклин тоже работают на русских?

Филби: Бёрджесс написал мне, кажется, в 1934 году о своём решении, и я поздравил его. С Маклейном я встречался только один раз в 30-е годы. Потом я встретился с ним в 1940 году, когда вернулся из Франции. (Филби находился там в качестве военного корреспондента газеты «Таймс»).
После падения Парижа я потерял контакт с русскими, и в Англии мне пришлось снова его устанавливать.
К этому времени я уже знал о работе Маклейна, поэтому попросил его о помощи. Я встречался с ним дважды. В первый раз он, как и подобало, проявил осторожность: выслушал меня и назначил вторую встречу. На этой встрече он согласился оказать мне помощь.
Мне не было известно, что Блант работает на русских, до 1941 года, и, когда он однажды подошёл ко мне, я ужасно перепугался. А он напрямик сказал: «Я знаю, чем вы занимаетесь. Что ж, я делаю то же самое». По какой-то причине он потерял связь и нуждался в помощи для её восстановления. Я проверил сказанное им и сумел помочь ему.

## Экранизации
- «Шпионы из Кембриджа»[16] (англ. Cambridge Spies, реж. Питер Моффат, BBC, 2003) — четырёхсерийный художественный фильм, основанный на реальных событиях.
- «Другая страна» (англ. Another Country, реж. Марек Каниевски, 1984) — художественный фильм о школьных годах Гая Бёрджесса (в фильме — Беннета).
- «Шпион среди друзей» (англ. «A Spy Among Friends», 2022) — сериал